# BerryMobile
BerryMobile Co., Ltd.（ベリーモバイル）は、タイ王国における仮想移動体通信事業者（MVNO）であり、携帯電話通信サービスを提供している企業である。
旧社名は a2network Thailand Co., Ltd.（エーツーネットワーク・タイランド）。
同社は「ベリーモバイル」ブランドのほか、「Skyberry（スカイベリー）」「Wizberry（ウィズベリー）」などのブランドを展開し、モバイルブロードバンド、付加価値サービス（VAS）なども含めた通信関連事業を手がけている。

## 概要
同社は、2008年に在タイ日本人を主な対象としたMVNOサービス「ベリーモバイル」のバンコク店を開設した。日本語対応を中心とした通信サービスの提供を特徴とし、日本発のコンテンツやサービスに対応した通信環境を整えている。

## ベリーモバイル事業[2]
ベリーモバイルは、在タイの日本人個人および日系企業を対象に、携帯端末（スマートフォン、タブレット、スマートウォッチ等）の販売と通信回線（SIMカード）の提供を行っている。通信回線は、タイ国内の通信事業者であるAIS（アドバンスト・インフォ・サービス）およびTrue（トゥルー・コーポレーション）から調達している。
料金プランは以下の3種類に分類される
- 通話専用プラン（AISの回線を利用）
- 通話＋データ通信プラン（AISおよびTRUEの回線を利用）
- データ通信専用プラン（Trueの回線を利用）

また、顧客向けにベリーモバイル契約者同士の通話無料サービスや、日本語で対応する24時間サポートデスク、店舗への日本人スタッフ常駐などのサポート体制を整備している。

## TRAVeSIM事業[3]
TRAVeSIM（トラベシム）事業では、主に海外渡航者向けに国際ローミング回線を利用したeSIMサービスを提供している。短期出張や旅行、留学などの一時的な海外滞在者を対象に、データ通信に特化したプランを中心に展開している。日本やタイを含むアジア各国、欧米諸国など幅広い地域に対応しており、出発前にWebサイト上で購入・申込が可能な点が特徴である。
TRAVeSIMは、現地キャリアとの提携を通じてローミングネットワークの最適化を行っており、ユーザーは現地でSIMカードを差し替えることなく通信を利用できる。対応地域や通信容量に応じて複数の料金プランが用意されており、観光客やビジネスパーソンの需要に対応している。

## Skyberry事業[4]
Skyberry事業では、CloudSIM技術を活用したモバイルWi-Fi端末「Skyberry」を提供しており、90か国以上で利用可能なグローバル通信サービスを展開している。サービス形態としては、月額契約と短期レンタルの両方が用意されており、CloudSIMの運用、最適化、端末カスタマイズは同社が自社で行っている。また、タイ国内においては、通信事業者Trueと提携し、クラウドSIM搭載モバイルWi-Fiサービスを「WiFi Move」の名称で企業向けに提供している。

## Wizberry事業[6]
Wizberry事業では、スマートフォンやタブレット端末を対象としたモバイルデバイス管理（MDM: Mobile Device Management）ソリューションを提供している。異なるOSやメーカーの端末が混在する環境でも一元管理が可能であり、遠隔操作（リモートロックやワイプ）機能などにより、企業における端末紛失時や従業員退職時の情報漏えい対策として利用されている。主にタイ国内の法人を対象として展開されている。現地法人への提供は現地通信キャリアAISと提携している。

## CloudRoom事業[8]
CloudRoom事業は、BerryMobile Co.,Ltd.がバンコクで展開するスマートフォン完結型のセルフストレージ（収納）サービスである。ユーザーは専用アプリを通じて荷物の預け入れ、取り出し、集荷依頼などをすべてスマートフォンで完結させることが可能で、物流のデジタル化を推進する事業として位置づけられている。
本事業は、タイの大手物流企業JWD InfoLogisticsと業務提携を行うことで、首都圏を中心に信頼性の高い物流ネットワークと倉庫インフラを活用している。また、物流のラストワンマイル領域においてもスマートフォンを活用したオンデマンド配送の仕組みを導入しており、利用者はアプリ上でリアルタイムに荷物のステータスを確認することができる。

## a2sign事業[10]
a2sign事業は電子署名・電子契約ソリューション事業である。企業や個人間における契約手続きのデジタル化を支援するサービスとして、ペーパーレス化やリモート業務の普及に伴うニーズに対応する形で提供が開始された。
a2signは、Webベースの操作画面を通じて契約書のアップロード、署名依頼の送信、署名完了の確認などを行うことが可能であり、特にタイ国内の日系企業や中小企業における業務効率化ツールとして導入が進められている。また、現地法令との整合性を確保しながら、日本語対応インターフェースおよびサポート体制を整備することで、在タイ日本人利用者にとっての利便性が高められている。

## VAS（付加価値サービス）事業
VAS（Value-Added Services）事業では、在タイ日本人および日系企業を主な対象に、国際ローミングサービス、海外用SIMカード、レンタルモバイルWi-Fiなどのローミング関連ソリューションを提供している。加えて、モバイルセキュリティに関するソリューションなど通信環境に付随する各種サービスの提供も行っている。まｔタイ企業初、a2networkが Google「 Android Zero-touch enrollment 」のパートナー事業者認定を取得するなど様々なシーンで存在感を発揮している。

## 沿革
- 2008年9月 - タイでベリーモバイル開始
- 2009年4月 - タイのバンコクにベリーモバイルショップをOPEN(BTSプロンポン駅付近)
- 2010年3月 - ベリーモバイルポイントプログラム（帰国時にドコモのケータイ購入割引に使うことができる）開始
- 2010年9月 - タイでドコモ サポートデスク バンコクをベリーモバイル店内に併設、サービスを開始 (現在は終了)
- 2011年9月 - ダブルデータ定額プランサービスを開始
- 2014年7月 - タイのチョンブリ県シラチャにタイ国内2店舗目のベリーモバイルシラチャ店を開業。
- 2017年1月 - ベリーモバイルショップでiPhone修理サービスを開始
- 2017年5月 - タイで海外でもタイの料金でデータ通信の利用が出来るクラウドSIM搭載WiFi「スカイベリー」サービスの提供を開始
- 2017年9月 - a2network Thailand がAISとモバイルセキュリティ分野で提携
- 2018年2月 - スマホ向けプランギガMAX シリーズを発表
- 2018年12月 - Android Zero-touch enrollmentのパートナー事業者に認定
- 2019年1月 -タイで45日使えるプリペイドSIM「ベリーモバイルタイSIM」の提供を開始
- 2019年3月 - a2network ThailandとTrueとがクラウドSIM搭載モバイルWi-Fiの業務提携を開始
- 2019年10月 - 「まごチャンネル」を展開する株式会社チカクと業務提携し、タイでの販売を開始
- 2019年10月 - Donuts社タイにおける「ジョブカン」のマーケティング・販売協力で提携を発表
- 2020年1月 - ベリーモバイルポイントプログラムをリニューアルし、様々な特典の提供を開始
- 2020年2月 - スマホ向けプランHpappiness シリーズを発表
- 2020年3月 - 端末下取りサービスの提供を開始、下取り端末のデータ消去部分ではITOCHU Enterprise (Thailand) Ltd.と提携
- 2021年5月 - 「スマホ完結のトランクルームサービス「CloudRoom」開始」を発表
- 2022年3月 - スマホ完結型収納サービス 「CloudRoom」事業でタイ物流大手JWDと業務提携
- 2022年12月 - 海外向けeSIMサービスTRAVeSIM（トラベシム）の提供を開始
- 2023年5月 - a2network(Thailand)と電子契約サービス「サインタイム」パートナーシップを結びa2nsignの提供を開始